# Bombinha

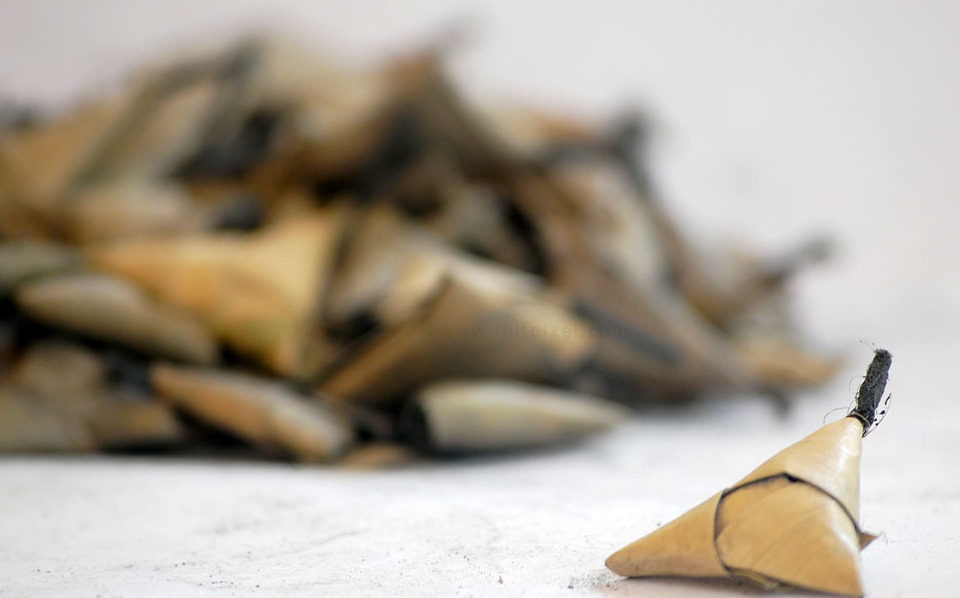
Bombinhas tipo triângulo, típicas na Índia e em outros países da Ásia e América Latina.

As bombinhas (também chamadas de bombas de solo, rojões, panchões ou petardos) são um tipo de fogo de artifício desenvolvidos para produzir um estampido com a sua explosão. São compostos por um cartucho de papel recheado com pólvora e um pavio e podem ter diversos formatos, tamanhos e efeitos secundários variados como cores, crackling ou apitos.
No Macau, as bombinhas típicas chinesas são chamadas de panchões, e geralmente são presas a um estopim longo carregado de bombinhas, formando uma espécie de cinturão. Estas bombinhas são típicas do ano novo chinês e muito utilizadas em outros países da Ásia para festivais e cerimônias religiosas.

## Cultura

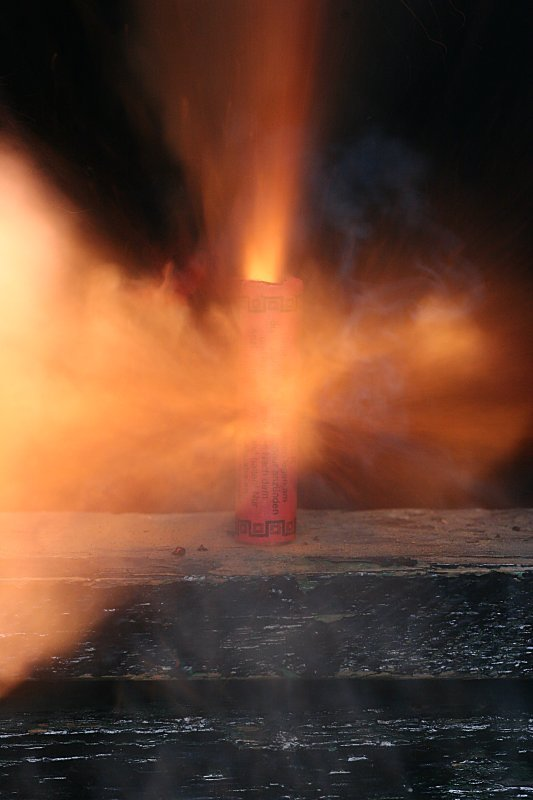
Bombinha explodindo.

Bombinhas são utilizadas em diversas culturas para comemorações, fins religiosos ou étnicos. No Brasil, as bombinhas são tipicamente queimadas durante as festas juninas, a tradição diz que as bombinhas serviriam para despertar os santos para suas festas. Assim como no Brasil, as bombinhas também são tradicionais nas celebrações do dia de São João na Espanha.
Na Ásia, as bombinhas estão presentes em festas como o Diwali na Índia, o ano novo lunar, o dia da Ashura nos países islâmicos, dentre outros. Já em outros países como os Estados Unidos, Canadá e México, é comum soltar bombinhas para o dia da independência ou o halloween. Na Inglaterra, existe a tradição de soltar bombinhas e outros fogos de artifício na noite de Guy Fawkes.

## Legislação
No Brasil, as bombinhas ou bombas de solo são regulamentadas pelo decreto-lei nº 4238 de 8 de abril de 1942, que define que fogos de estampido contendo entre 20 centigramas e 2.5 gramas de pólvora se encaixam nas classes B e C, a depender da quantidade. Sua venda é proibida a menores de 16 anos e sua utilização é proibida em via pública ou nas proximidades de hospitais e estabelecimentos de ensino.
Em Portugal, as bombinhas ou bombas de Carnaval são proibidas por lei, tendo pena de multa e prisão para quem possuir ou solta-las. O artigo 86 da lei nº 5 de 2006 considera as bombas de Carnaval como arma proibida ou engenho explosivo.
No Macau, os panchões, assim como os demais fogos de artifício podem ser utilizados em áreas designadas do território, desde que seja solicitada antecipadamente uma licença para a utilização de fogos de artifício. O decreto-lei nº 49 de 1998 é a regulamentação para venda, queima e lançamento de fogos de artifício e panchões no país.

## Segurança
Apesar de muitas vezes serem utilizadas por crianças por serem menores e aparentemente menos perigosas do que fogos de artifício maiores, as bombinhas precisam ser utilizadas com a devida precaução e segurança para evitar acidentes. Alguns dos cuidados a serem tomados quando for soltar bombinhas incluem:
- Leia sempre as instruções de uso na embalagem
- Soltar bombinhas apenas em locais abertos e afastados de veículos, outras pessoas ou materiais inflamáveis
- Coloque as bombinhas no chão e acenda para explodi-la, não arremesse ou jogue
- Não carregar bombinhas nos bolsos
- Não reutilize as bombinhas caso elas falhem
- Em caso de queimadura, coloque apenas água fria e corrente no ferimento